# 白短鮣
白短鮣（学名：Remora albescens）为鮣科短鮣属的鱼类。分布于大西洋、印度洋及太平洋各热带与温带海区，包括南海、台湾海峡、东海等海域，多栖息于如 Manta birostris  的鳃腔或肛门内。